# Pierre Savorgnan de Brazza
Pietro Paolo Savorgnan di Brazzà —más conocido por su nombre francés Pierre Paul François Camille Savorgnan de Brazza— (Castelgandolfo, 26 de enero de 1852 – Dakar, 14 de septiembre de 1905) fue un explorador de origen italiano, nacionalizado francés. Fundó y dio nombre a la actual capital de la República del Congo, Brazzaville.

## Comienzos
Pietro Paolo di Brazzà fue el décimo de los doce hijos del Conde Ascanio Savorgnan di Brazzà, aristócrata originario de Údine, con amplios contactos en Francia, y de Jacinta Simonetti del Marqués de Gavignano. A pesar de ser extranjero, fue admitido en la Marina francesa gracias al padrinazgo de un amigo de la familia, el Almirante francés De Montaignac. Con sólo 16 años, en diciembre de 1868, ingresó en la escuela naval de Brest. Al estallar la guerra franco-prusiana, en 1870, Brazza formó parte de la tripulación del acorazado La Revanche, encargada de la vigilancia de las costas del mar del Norte. Más tarde se embarcó en la fragata Jeanne d'Arc, transportando a las tropas francesas que iban a enfrentarse a los insurgentes cabileños.

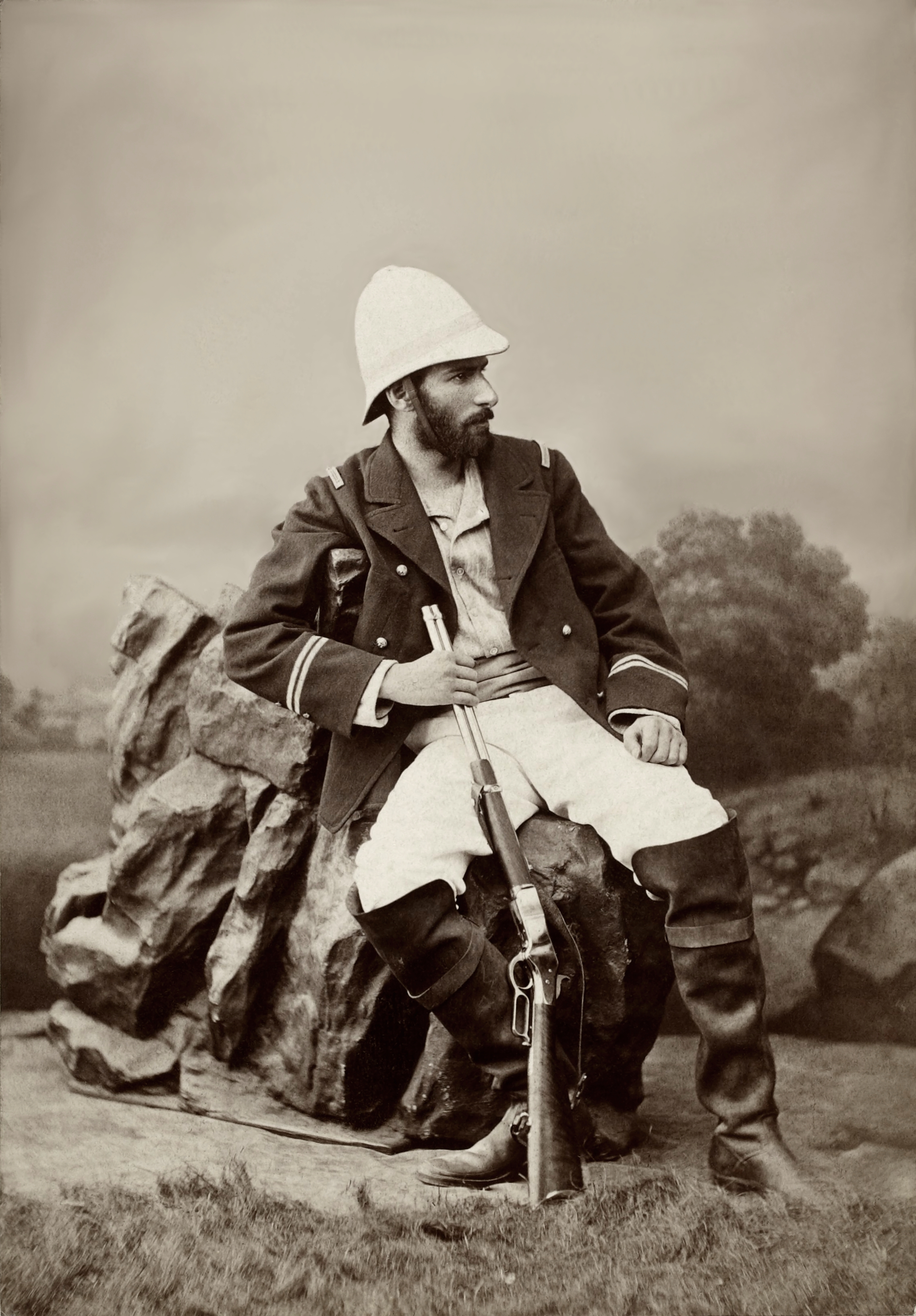
Imagen de Brazza, hacia 1880

Al regresar, fue nombrado aspirante de primera clase, siempre como extranjero. Su siguiente barco fue la fragata Venus, que atracaba regularmente en Libreville. En uno de estos viajes descubrió la desembocadura del río Ogooué y concibió el proyecto de remontarlo para demostrar que se trataba de la misma corriente fluvial del río Congo.
El 12 de agosto de 1874 Brazza obtuvo, después de tres años de trámites, la nacionalidad francesa, gracias a la influencia de su protector De Montaignac, entonces Ministro de Marina. Su nueva situación, sin embargo, amenazaba sus proyectos, ya que, en lugar del grado de alférez de navío que le correspondía en su carrera como extranjero, pasaba a convertirse en un simple marinero. Para solucionarlo, De Montaignac encontró un subterfugio: hizo que Brazza se examinase para obtener la credencial de capitán de largo recorrido. Aprobado el examen, Brazza pudo reincorporarse a la Marina con el grado de alférez auxiliar de navío, con lo cual estaba en condiciones de mandar su propio barco.

## Exploración del río Ogoüé
Gracias a la protección de De Montaignac, Brazza tuvo la oportunidad de llevar a cabo su proyecto de exploración, a pesar de que la opinión pública francesa era contraria a la expansión colonial en la zona, e incluso se había considerado seriamente abandonar la colonia de Gabón. El 15 de febrero de 1875 recibió la orden de explorar el curso del río Ogué. El viaje duraría tres años. El 29 de agosto partió hacia Dakar. La expedición estaba formada además por tres franceses (el médico Noël Ballay, el contramaestre Hanon, antiguo compañero de Brazza en la fragata Vénus, y el naturalista Alfred Marche), por trece laptots y por cuatro intérpretes senegaleses. La expedición partió de Libreville en el vapor Marabout y comenzó a remontar el Ogué el 3 de noviembre de 1875. Diez días después llegaba a Lambaréné, el asentamiento europeo más remoto. La expedición se detuvo en Lambaréné durante casi dos meses, mientras Brazza negociaba la ayuda de las tribus ribereñas para su expedición. Finalmente partió el 11 de enero, escoltado por nueve piraguas.

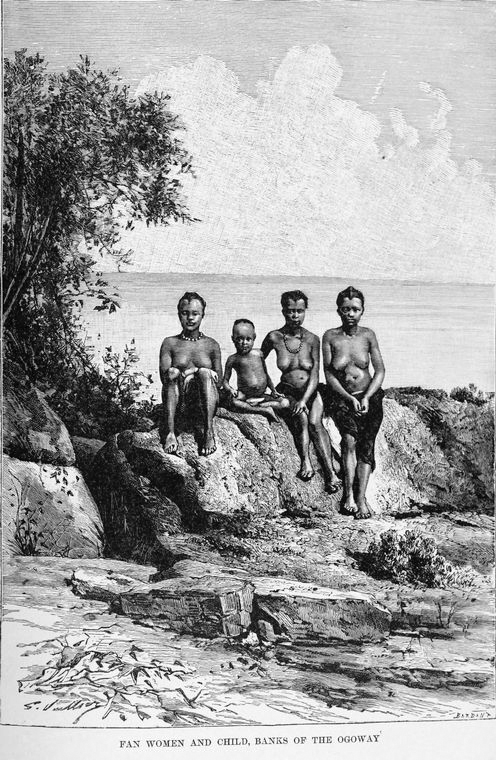
Habitantes de las riberas del Ogooué en 1892

El 10 de febrero llegó a Lopé, hogar de los okanda, uno de los principales centros del comercio de esclavos. Desde allí continuó su camino, contactando con varios pueblos, hasta llegar a Poubara, que convirtió durante un tiempo en su cuartel general. Descubrió que se había equivocado, y no era posible acceder desde el río Ogué al curso alto del Congo, pero decidió continuar su exploración. Entró en contacto con los bateke, agricultores sedentarios, que comerciaban con tribus establecidas a lo largo del río Alima, afluente del Congo. En el descenso del Alima tuvo que enfrentarse con los apfourou. Aunque deseaba continuar explorando, en agosto de 1878 la expedición, vencida por el hambre y las numerosas dificultades, debió volver sobre sus pasos. Sin embargo, Brazza había descubierto una ruta relativamente fácil para acceder a la cuenca del Alto Congo, y en la región explorada había abundancia de productos comerciales, tales como el marfil y el caucho, por lo cual su exploración parecía abrir nuevas expectativas a la colonización francesa.
Brazza había tenido que pagar de su propio bolsillo gran parte de los gastos de la expedición. Cuando se le agotaron los fondos, pidió más dinero al gobierno francés, pero le fue denegado. Tuvo que recurrir entonces a su propia familia.
La expedición duró tres años. A su regreso, en 1878, le fue concedida la Legión de Honor.

## Misiones en el Congo francés

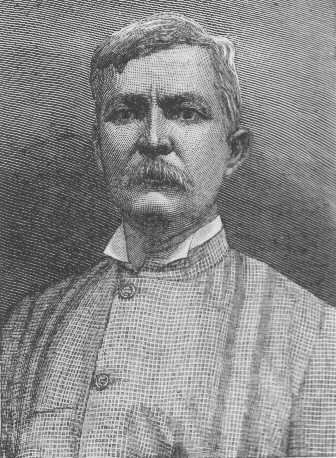
Henry Morton Stanley, alias Boulou Matari

A instancias de Ferdinand de Lesseps, responsable del comité francés de la Asociación Internacional Africana (AIA) fundada por Leopoldo II de Bélgica, le fue concedida a Brazza, en 1879, una licencia extraordinaria para llevar a cabo una misión por encargo de la AIA. En octubre de 1879 partió de Francia, y en marzo de 1880 salía de Libreville. Poco después, en junio, fundaba la ciudad de Franceville en la confluencia de los ríos Ogooué y Passa. En septiembre de ese mismo año firmó un tratado con el rey Iloo, makoko de los bateke, el llamado Tratado Brazza-Makoko, por el cual el jefe africano cedía su territorio a Francia; en realidad, Brazza se estaba excediendo en sus atribuciones, pues él actuaba por cuenta de la AIA y no del gobierno francés. A este siguieron otros tratados con jefes locales. Viajó hasta el actual Malebo Pool, en cuya orilla derecha fundó un asentamiento francés, origen de la actual Brazzaville. Con este viaje, puso las bases del dominio francés en el Congo. Mantuvo sus acuerdos ocultos a Henry Morton Stanley, quien, a las órdenes de Leopoldo II de Bélgica, había firmado también acuerdos con numerosos jefes tribales de la zona del Congo.  
En 1882 regresó a Francia, donde fue recibido con todos los honores, y convenció al gobierno de la conveniencia de anexionarse el Congo. El 30 de noviembre de ese mismo año se promulgó una ley ratificando el tratado Brazza-Makoko, y poniendo bajo protectorado francés las regiones descubiertas. 
En enero de 1883, Brazza regresó a África, esta vez en misión oficial, como comisario general de la República Francesa en el oeste de África. Con un numeroso equipo formado por más de cuatrocientos hombres, entre los que figuraban su secretario personal  Charles de Chavannes y el explorador François Rigail de Lastours, se dedicó fundamentalmente a establecer nuevos asentamientos en la zona recién anexionada por Francia, en dura competencia con los enviados de Leopoldo II de Bélgica, que buscaban expandirse en nombre de la Asociación Internacional del Congo. Ratificó los tratados con los jefes locales y estableció el emplazamiento definitivo de Brazzaville, en 1884.
El conflicto de intereses en el Congo entre franceses, la Asociación Internacional del Congo (heredera de la Asociación Internacional Africana) y otras potencias europeas, provocó la convocatoria en 1885 de la Conferencia de Berlín. En dicha conferencia se delimitaron los respectivos territorios controlados por Francia y por la Asociación Internacional del Congo de Leopoldo de Bélgica, quien veía así reconocidas sus aspiraciones. Brazza regresó a Francia en diciembre de ese mismo año.

## Gobernador del Congo

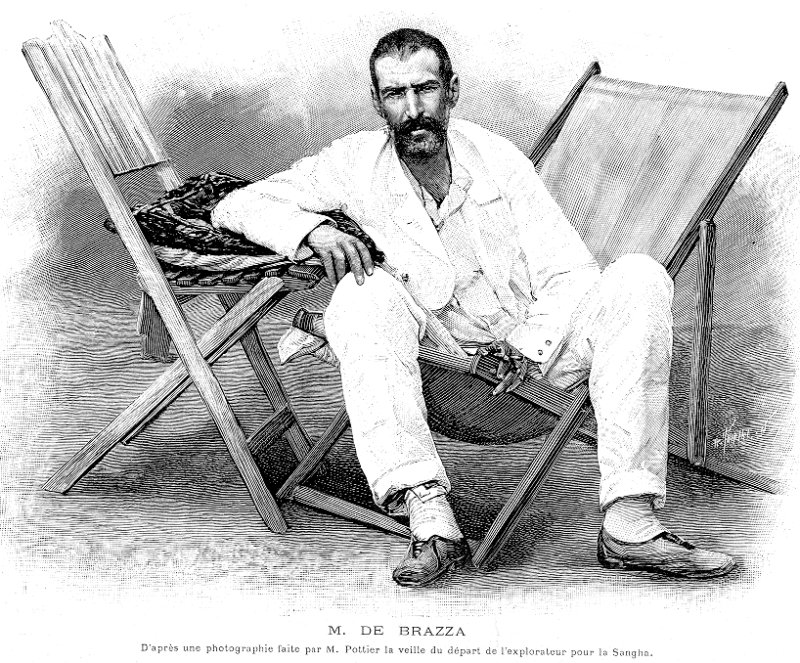
Dibujo de De Brazza en 1895

El 27 de abril de 1886, Brazza fue nombrado gobernador general de los territorios franceses en el oeste de África (commissaire général du gouvernement), cargo dependiente del Ministerio de Marina. Bajo su autoridad se encontraban tanto los nuevos territorios como la más antigua colonia de Gabón: ambos territorios se unificarían administrativamente en diciembre de 1888, y en 1891 se les daría el nombre de Congo Francés, que en 1910 se convertiría en parte del África Ecuatorial Francesa, con capital en Brazzaville.
Brazza no llevó a cabo una explotación sistemática de los recursos naturales de la zona similar a la emprendida por Leopoldo II en el Estado Libre del Congo. En general, se considera que las condiciones de vida de los nativos en el Congo Francés durante el mandato de Brazza fueron mucho más soportables que las que Leopoldo II impuso a sus súbditos. A partir de 1896, sin embargo, Brazza se convirtió en el blanco de los ataques de la prensa francesa, por el escaso provecho económico que se estaba obteniendo de la colonia. Aunque no le faltaron ilustres valedores, como Pierre Loti, finalmente fue obligado a dimitir en 1898.

## Últimos años
Pasó los años siguientes entre Francia, Italia y Argelia. 
A pesar de haber tenido que dimitir de su cargo como gobernador, sus méritos fueron reconocidos por su gobierno, y en 1902 se le otorgó una generosa pensión vitalicia de 10 000 francos. 
En 1905 salieron a la luz los excesos del gobierno del Congo francés contra la población indígena, el llamado «affaire Gaud-Toqué». Para aplacar a la opinión pública internacional, Brazza, respetado por la benevolencia de su gestión, fue llamado de nuevo al Congo para inspeccionar la situación del territorio. Mientras cumplía esta misión, enfermó de disentería, y falleció en Dakar el 14 de septiembre de 1905.
En su honor se erigió un mausoleo en Brazzaville, al que fueron trasladadas sus cenizas, desde Argel, en junio de 2006.